# Brough Superior

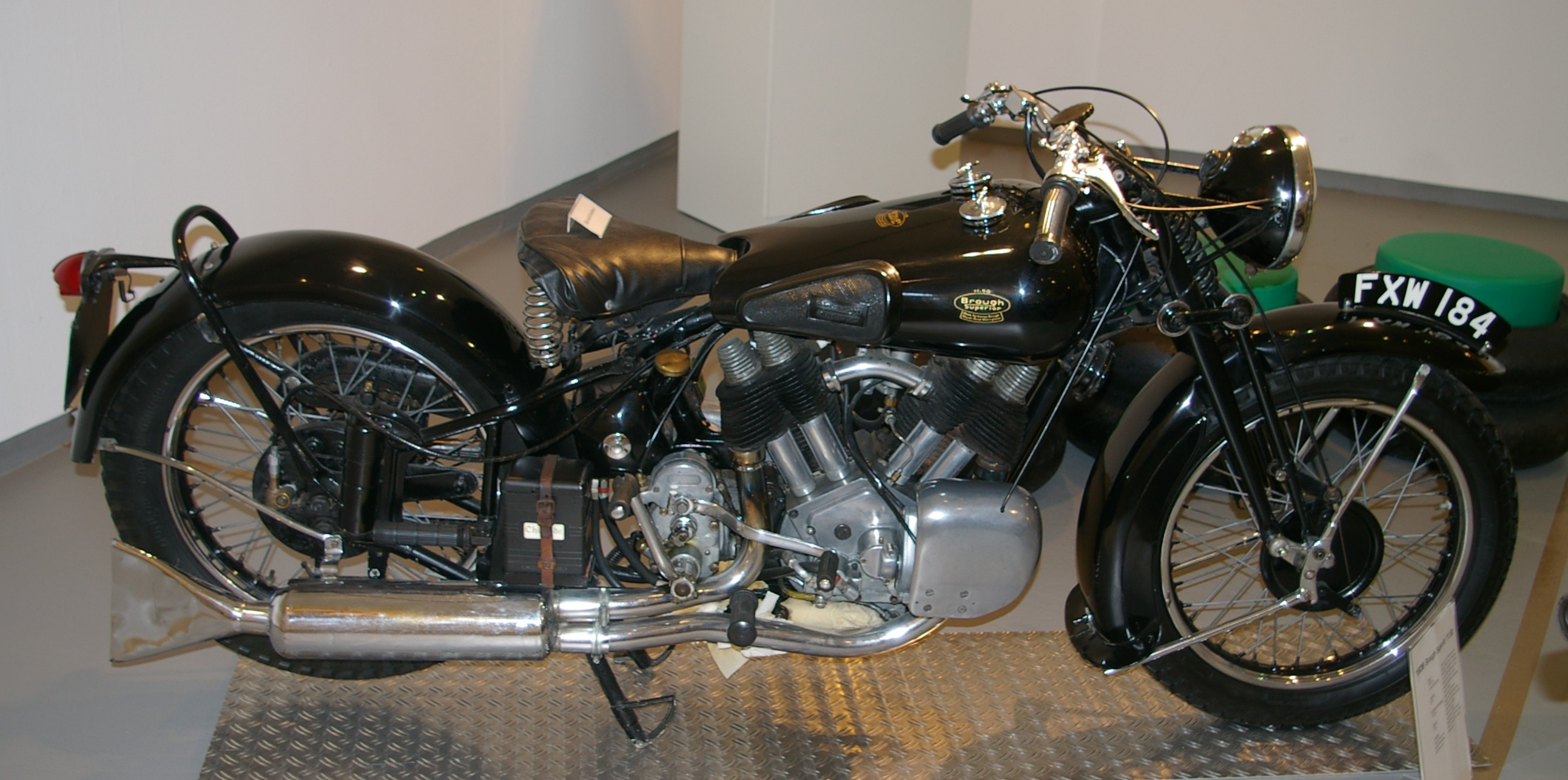
Brough Superior im Zweirad-Museum Neckarsulm

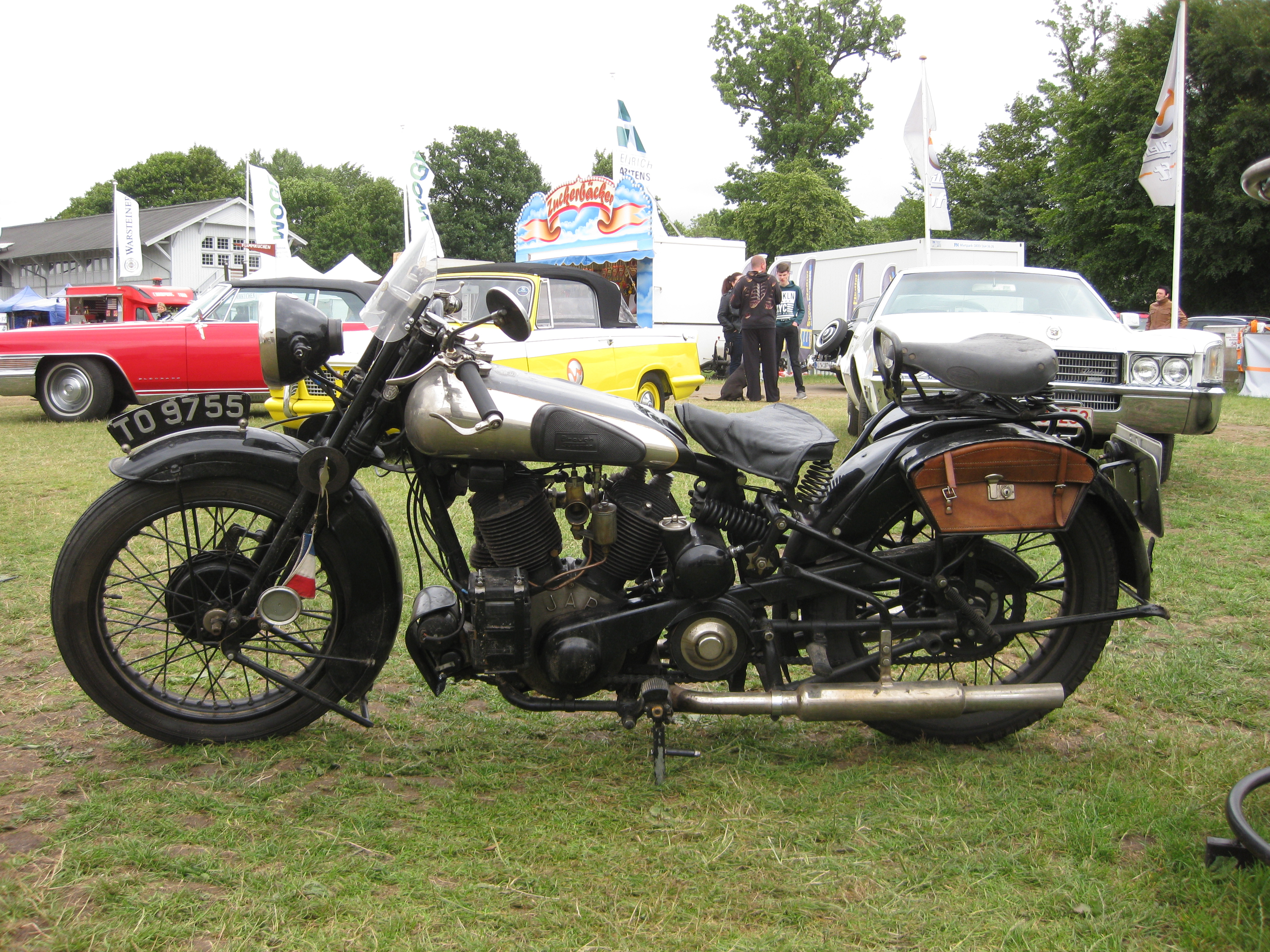
Brough Superior mit Sozius-Sitz

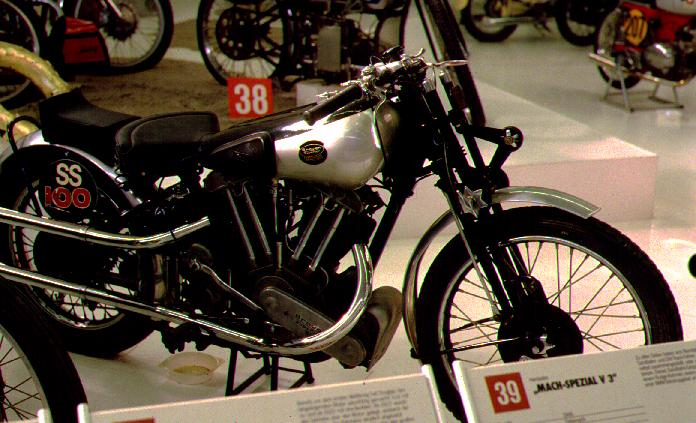
Sportmodell SS100 mit JAP-Motor, ca. 70 bhp (51 kW)

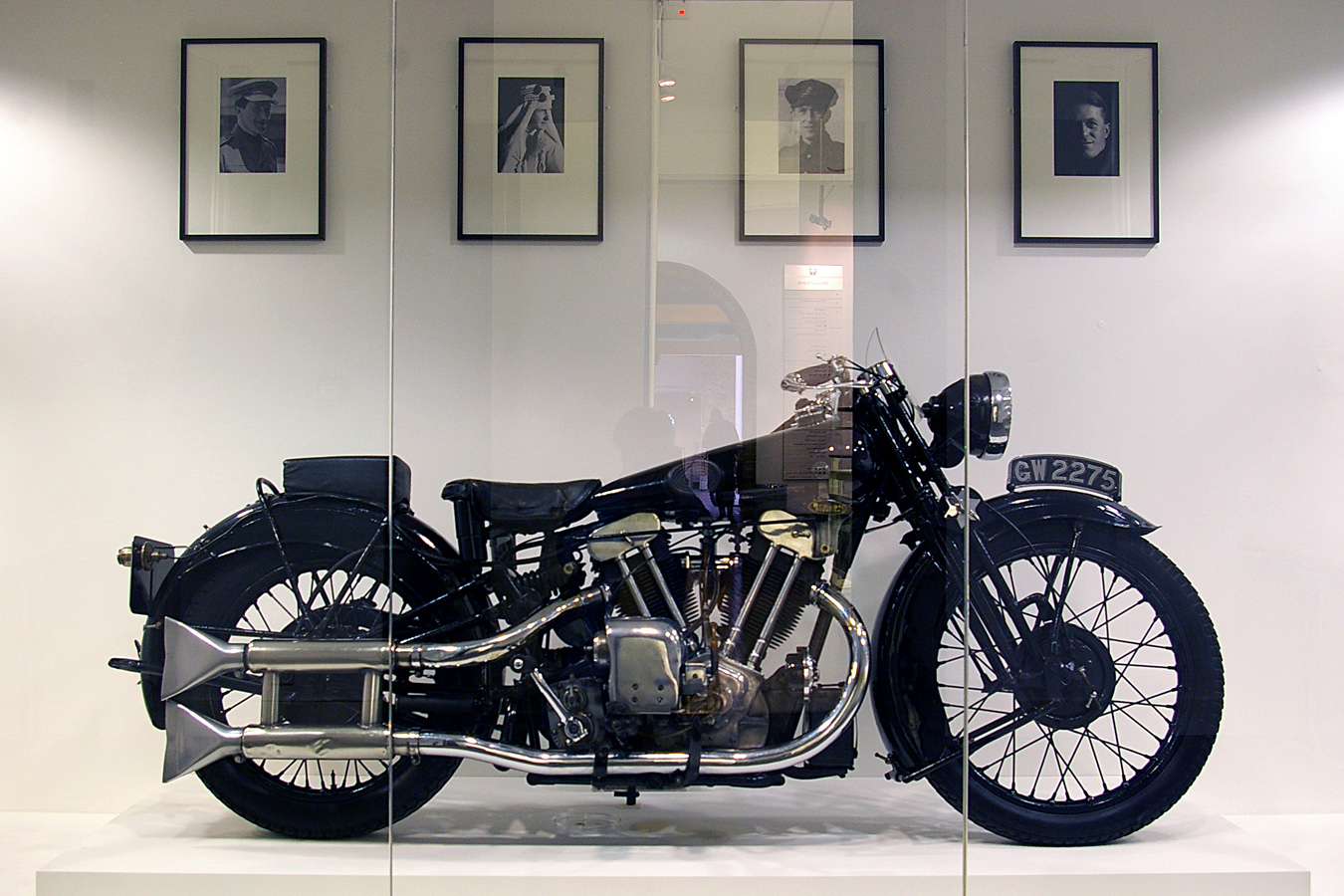
Imperial War Museum / London. Die restaurierte Brough Superior, mit der T. E. Lawrence 1935 verunglückte

Brough Superior ist eine englische Motorradmarke, die von 1919 bis 1940 in Nottingham (England) und ab 2016 im französischen Saint-Jean, 10 km von Toulouse entfernt, produziert wird. Gegründet und betrieben wurde das Unternehmen von dem Konstrukteur und Rennfahrer George Brough. Aufgrund der Schnelligkeit und Zuverlässigkeit der Maschinen wurde die Marke auch als "Rolls-Royce der Motorräder" bezeichnet. Die Produktion betrug bis 1940 ca. 3.050 Exemplare von 19 Modellen, von denen ca. ⅓ noch heute existiert.

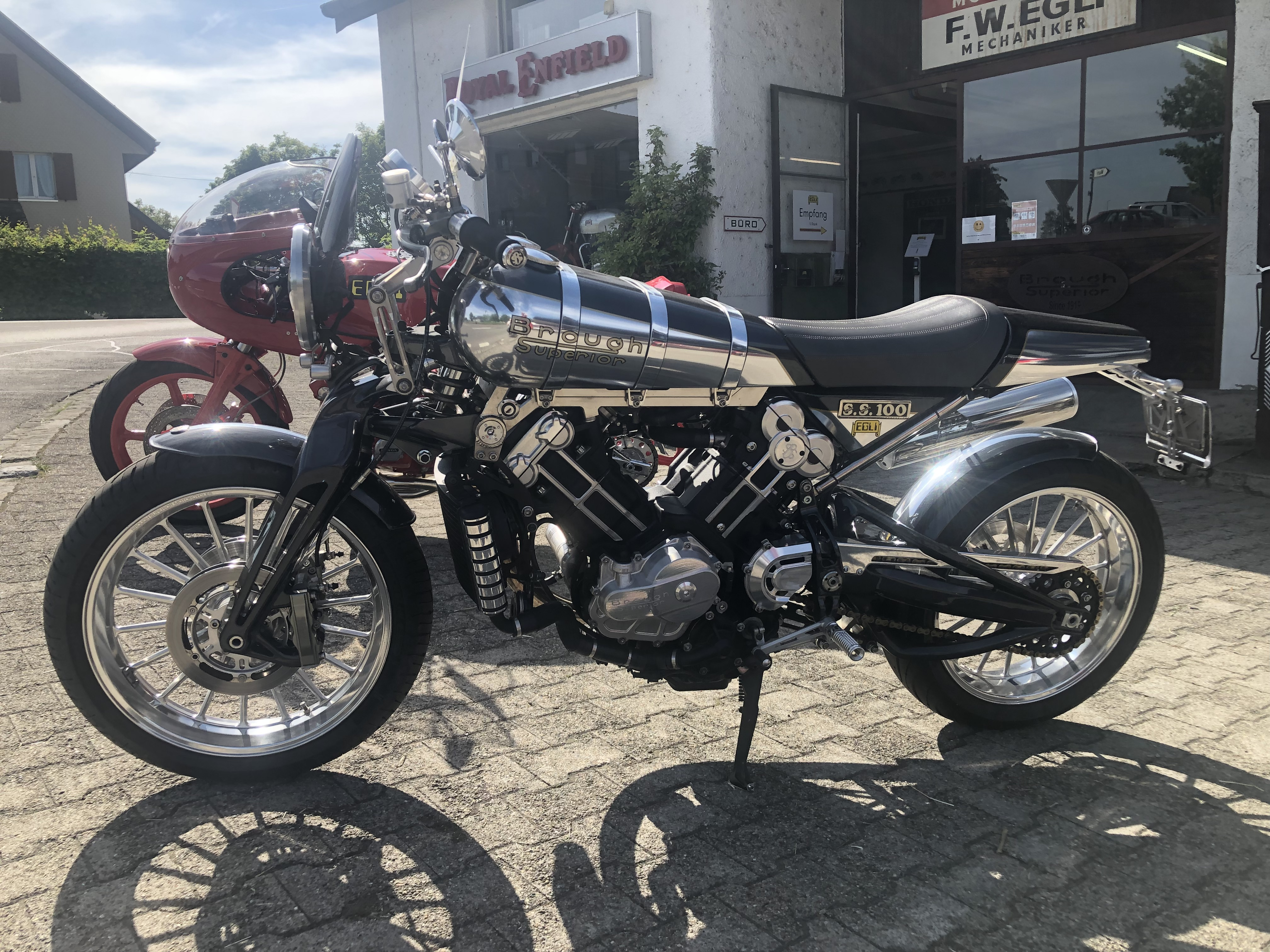
2021_Brough Superior_SS100 MK1

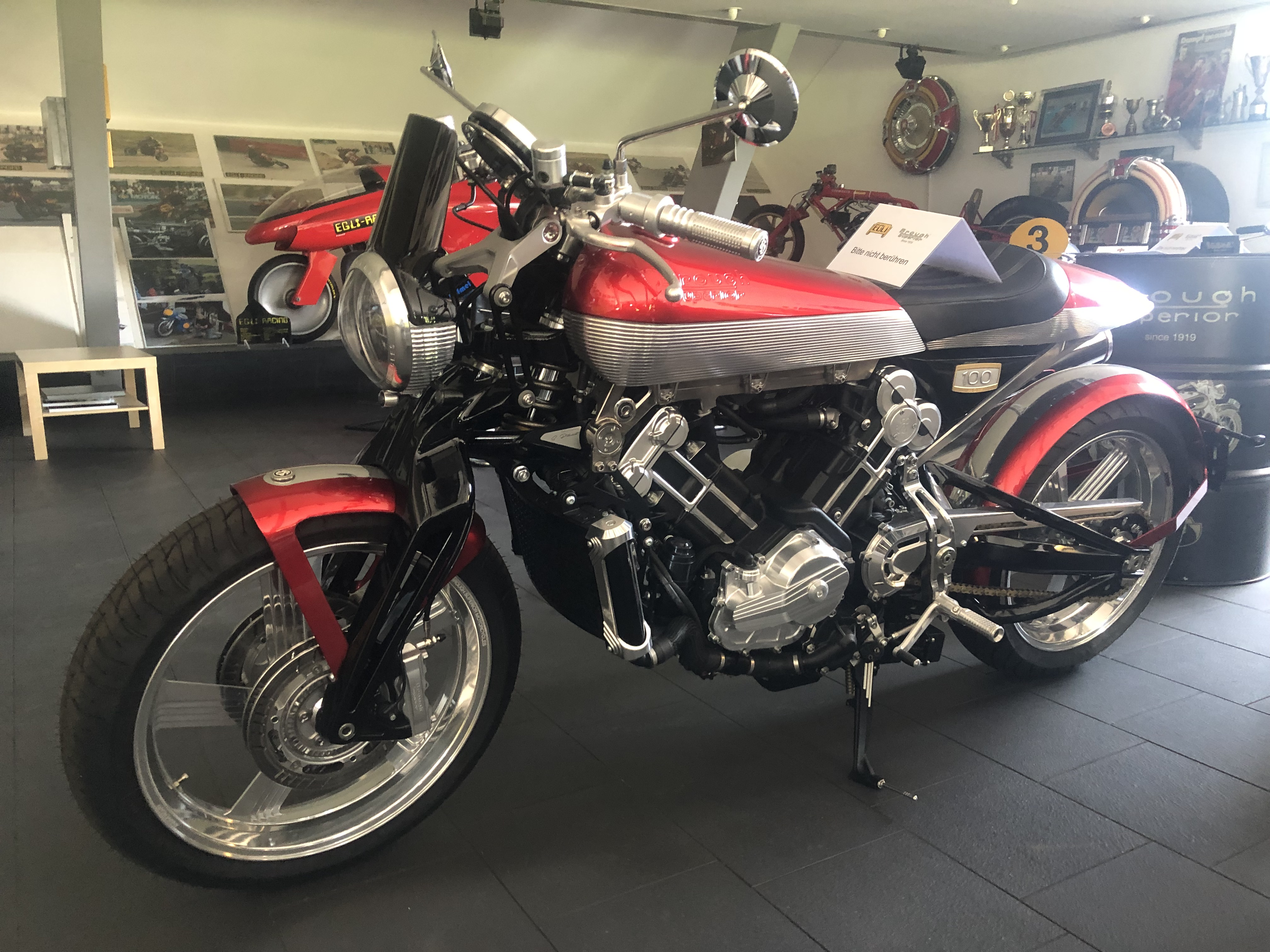
2021_Brough Superior Anniversary

2008 erwarb der in Österreich lebende britische Unternehmer Mark Upham die Markenrechte an Brough Superior und baute zunächst Replikas historischer Brough-Superior-Modelle. Der international bekannte Motorradjournalist Alan Cathcart machte ihn einige Jahre später mit Thierry Henriette von der französischen Firma Boxer Design bekannt, die bereits für den Motorradhersteller Voxan gearbeitet hatte. Gemeinsam wurde ein komplett neues Modell Brough Superior S.S. 100 entwickelt und Ende 2013 auf der EICMA der Öffentlichkeit präsentiert. Den als Antrieb dienenden V2-Motor entwickelte die in Bayonne ansässige Firma Akira Technologies. Die nun in Saint-Jean auf dem Betriebsgelände von Boxer Design ansässige Firma Brough Superior Motorcycles SAS gehört zum größten Teil Geschäftsführer Thierry Henriette, für jedes verkaufte Motorrad zahlt man Upham, dem Inhaber der Markenrechte, eine Lizenzgebühr. Die Auslieferung der ersten Kundenmaschinen begann im Februar 2016.

## Motorräder
Die hauptsächlich produzierten Modelle waren die SS 80 mit einem Zertifikat, dass die Maschine mindestens 80 mph (129 km/h) fährt, gebaut ab 1922, und die SS 100 mit einem Zertifikat, dass die Maschine mindestens 100 mph (161 km/h) erreicht – bereits 1924.
Brough setzte häufig großvolumige V-Zweizylinder-Einbaumotoren von J.A.P. ein, die zusätzlich leistungsgesteigert wurden. Die stärksten Sport-Versionen sollen über 51 kW (70 PS) erreicht haben, was in Relation zur Qualität damaliger Fahrwerke und Straßen als enorm und auch gefährlich anzusehen ist.
Seit Mitte der 1920er-Jahre bis zum Zweiten Weltkrieg galten die Motorräder von Brough als die schnellsten und bestverarbeiteten Maschinen.
1938 entwickelte Brough das exklusive Modell Brough Superior Dream mit einem Einliter-Vierzylinder-H-Motor, jedoch entstanden nur sehr wenige Exemplare (laut verschiedenen Quellen zwei bis sechs).

### S.S. 100 (ab 2016)
Die völlig neu entwickelte S.S. 100 verfügt als Antrieb über einen flüssigkeitsgekühlten Zweizylinder-V-Motor mit 88° Zylinderwinkel, DOHC-Ventilsteuerung. Der Hubraum beträgt 997 cm³, resultierend aus einer Bohrung von 94 mm und einem Hub von 71,8 mm. Die homologierte Höchstleistung liegt bei ca. 73 kW (99 PS), ohne Straßenzulassung sind bis ca. 97 kW (132 PS) möglich. Das 6-Gang-Getriebe leitet das Drehmoment (89 Nm an der Kurbelwelle) über eine O-Ring-Kette ans Hinterrad weiter. Der rudimentäre Brückenrahmen ist größtenteils aus Titan gefertigt, der Motor als tragendes Teil integriert. Das Fahrwerk besteht vorn aus einer Hossack-Gabel aus einer Aluminium-Magnesium-Legierung mit Doppel-Längslenkern aus Titan. Das Hinterrad wird von einer Leichtmetall-Zweiarmschwinge geführt. Die Federbeine mit einem Federweg von 120 mm vorn und 130 mm hinten stammen vom renommierten Zulieferer Öhlins. Die standardmäßig aus Aluminium geschmiedeten Räder haben aus optischen Gründen den klassischen, heute an Straßenmotorrädern eher selten zu findenden Durchmesser von 18 Zoll, Speichenräder sind optional verfügbar. Ebenfalls ungewöhnlich ist die Vorderradbremse; hier kommt eine Bremsanlage des französischen Herstellers Beringer zum Einsatz, wo die Vierkolben-Festsättel links und rechts jeweils auf zwei paarweise nebeneinander angeordnete Bremsscheiben mit nur 230 mm Durchmesser wirken. Die Konstruktion ähnelt optisch innenbelüfteten Bremsscheiben, wie sie in Automobilen verbaut werden. Durch die Manufaktur-Produktion in vergleichsweise kleiner Stückzahl ist es Brough Superior möglich, auf individuelle Kundenwünsche einzugehen.

### Weitere Motorräder
- Brough Superior 11-50

- Auf der EICMA 2019 wurde ein gemeinsames Modell mit Aston Martin AMB 001 vorgestellt. Die AMB 001 ist als leichtes Sportbike ohne Straßenzulassung konzipiert und auf 100 Exemplare begrenzt. Herzstück der AMB 001 ist ein 997 cm³ großer 88-Grad-V2 mit Flüssigkeitskühlung. Die ersten Modelle sollten Ende 2020 ausgeliefert werden.[8]

## Motorradgespanne
Von 1921 bis 1939 produzierte Brough Superior auch Motorradgespanne. Die Seitenwagen hatten eine spezielle Karosserie, einige trugen ein Ersatzrad, andere boten zwei Sitzplätze für gelegentliche Benutzung und alle hatten einen guten Wetterschutz. Die Fertigungsqualität der Seitenwagen erfüllte höchste Standards, genau wie die der Motorräder. Frühere Seitenwagen wurden nach den Vorgaben von Brough Superior gebaut, später wurden sie auch im eigenen Werk hergestellt. Sie waren insofern einzigartig, als der Rahmen auch einen Benzintank enthielt.

## Automobile

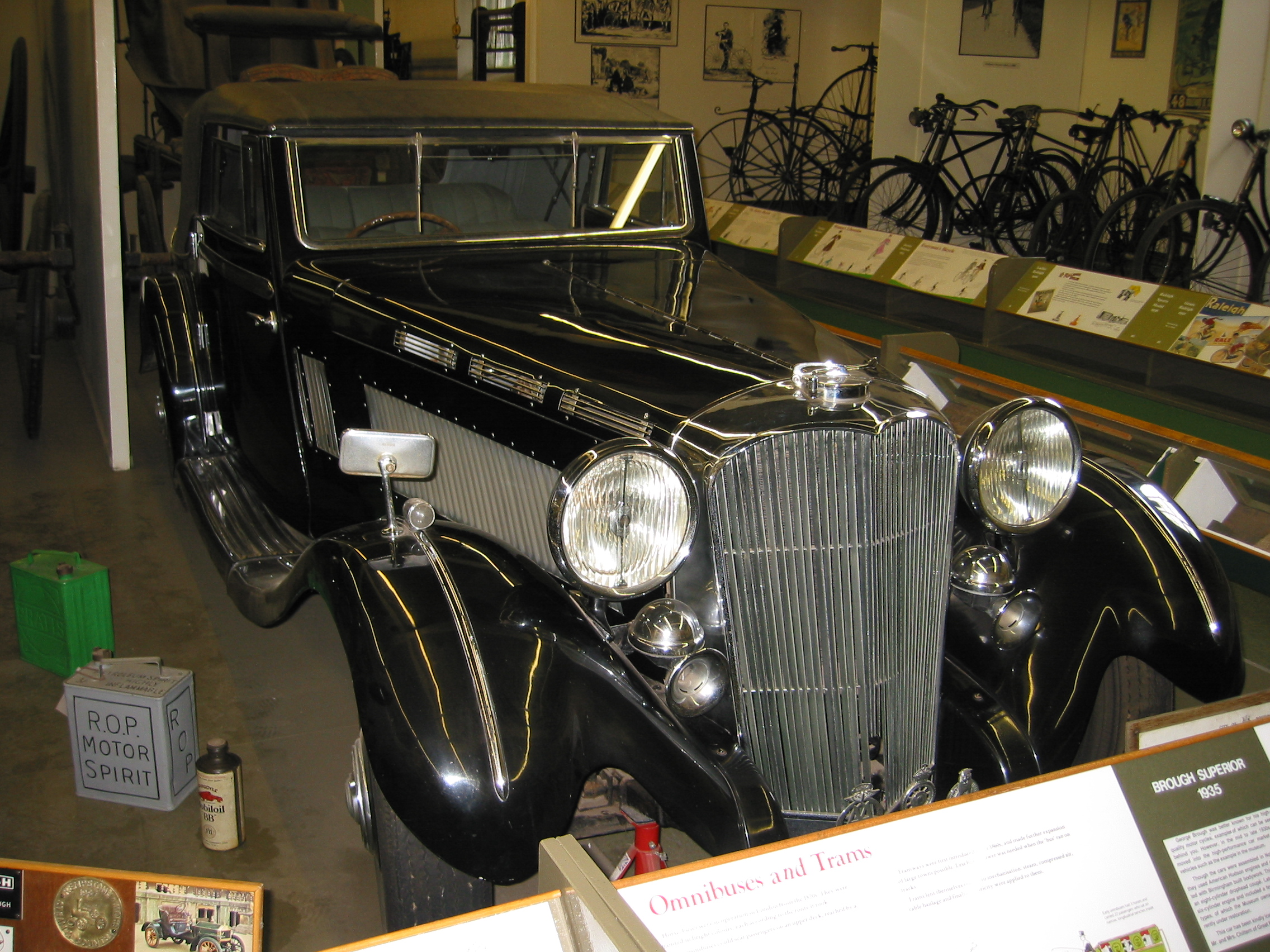
Brough Superior 4 litre (1935)

Zwischen 1935 und 1939 baute George Brough auch Automobile. Wie die Motorräder waren auch die Automobile in der Luxusklasse angesiedelt. Er baute einige Sportwagen und bestückte diese mit Hudson-Sechszylindermotoren. Die meisten Karosserien lieferte Atcherley in Birmingham.
1938 kam für das nur in einem Exemplar gefertigte Modell XII auch ein V12-Motor zum Einsatz. In Nottingham wurden einige Cabriolets und Limousinen gebaut.

### Modelle
| Modell   | Bauzeitraum | Zylinder | Hubraum  | Leistung                | bei Drehzahl | Radstand     |
| -------- | ----------- | -------- | -------- | ----------------------- | ------------ | ------------ |
| 4 litre  | 1935–1936   | 8 Reihe  | 4168 cm³ | 125 bhp (92 kW)         | 4000 min−1   | 3048 mm      |
| 3½ litre | 1936–1939   | 6 Reihe  | 3455 cm³ | 107–140 bhp (79–103 kW) | 4000 min−1   | 2946–3048 mm |
| XII      | 1938        | 12 V     | 4378 cm³ |                         |              | 3264 mm      |

## T. E. Lawrence

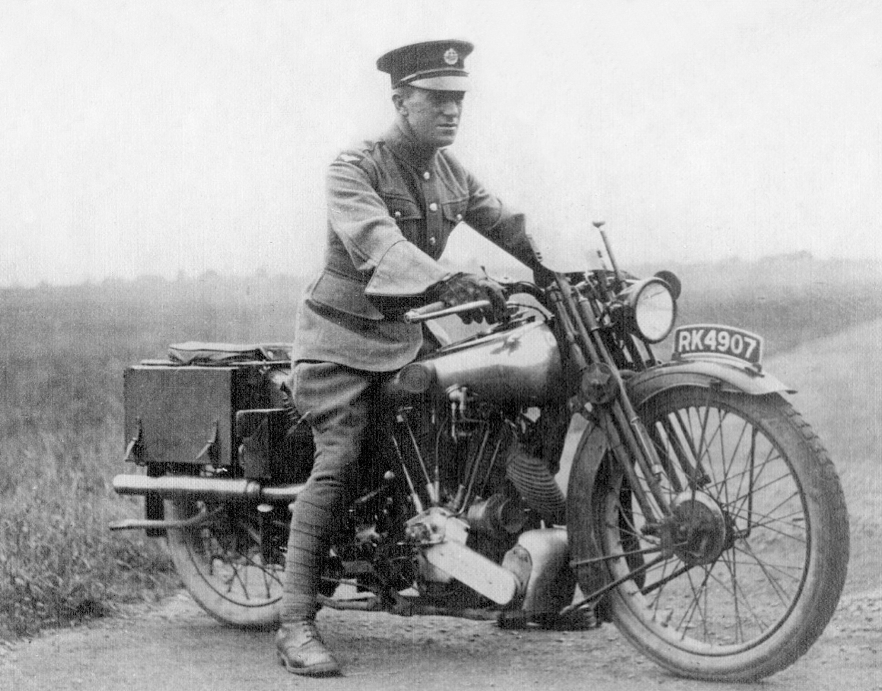
T. E. Lawrence

Auf seiner Brough Superior SS100 verunglückte am 13. Mai 1935 der britische Oberst, Spion und Schriftsteller T. E. Lawrence bei einem Ausweichmanöver schwer. Sechs Tage später, am 19. Mai 1935, starb er an den Folgen des Unfalls. Er war einer von Broughs bekanntesten und besten Kunden; Lawrence hatte in zwölf Jahren sieben neue Brough Superior erworben. 1932, nach dem Kauf seiner letzten Maschine, schrieb er an George Brough einen Dankesbrief, in dem er die hervorragende Leistung und gute Abstimmung seiner Maschine lobte. Lawrence war ein fanatischer Sportsmann und Motorradfahrer; er war bekannt dafür, dass er oftmals auf seiner jeweiligen Brough kreuz und quer durch England reiste und hierbei nicht selten 500 Meilen (800 km) am Tag zurücklegte – angesichts der Landstraßen-Verhältnisse jener Zeit außergewöhnliche Leistungen von Mensch und Maschine. Lawrence benutzte an seiner Maschine als Sonderausstattung einen Jaeger-Tachometer, der bis 120 mph (193 km/h) anzeigen konnte – was nicht ganz reichte für die Leistungsfähigkeit seiner Maschine. Die letzte Brough Superior von Lawrence ist mittlerweile restauriert und im Museum im südenglischen Beaulieu ausgestellt. Zurzeit befindet sich das Motorrad als Leihgabe im Imperial War Museum in London.

## Verweise